# Distrito de Chillia

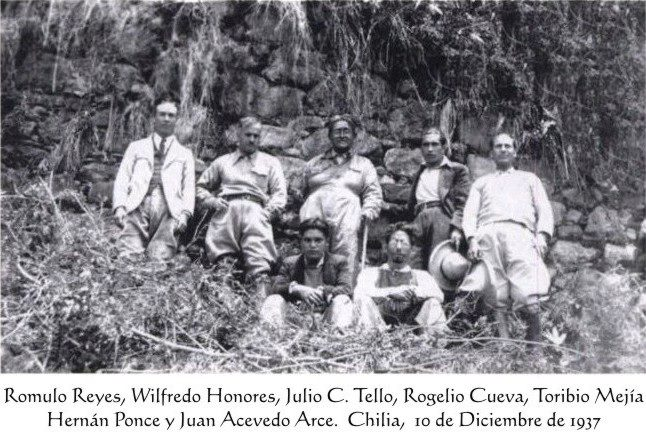
Histórica fotografía de Julio C. Tello en La ciudadela de Nunamanca (1937)

El distrito de Chillia, llamado de facto distrito de Chilia, grafía generalizada en los medios, es uno de los trece que conforman la provincia de Pataz, ubicada en el departamento de La Libertad, en el Norte del Perú.  Limita por el Norte con el distrito de Parcoy; por el Sur con el distrito de Taurija ; por el Este con el distrito de Buldibuyo; y, por el Oeste con el departamento de Áncash a través del río Marañón.
Desde el punto de vista jerárquico de la Iglesia católica forma parte de la Prelatura de Huamachuco.

## Historia

### Fundación
Cuando llegaron los españoles, en el siglo XVI, durante el último año del gobierno del virrey Francisco de Toledo en 1580 trayendo de forma infaltable la sagrada imagen de “San Juan Bautista” y escogiendo de primera intención a "Canta" para fundar el pueblo, que duró aproximadamente 4 años y por razones climáticos y escasez de agua, deciden buscar otro lugar adecuado encontrándose con un pantano encantador que hoy en la actualidad es la Iglesia Católica Matriz del Distrito de Chilia, El Padre Manuel Ponte Sevillano hace conocer en su libro “Nuestro Amor Chiliano”, desde la llegada de los españoles, que literalmente dice:

Considerando que el asentamiento español en este mencionado Barrio tuvo lugar en 1580, con una estadía de 4 años, es coherente que su arribo a esta impresionante cuenca haya sido en 1585.

Según la Ley del 29 de diciembre de 1856 dada por el presidente Ramón Castilla, Chilia fue creado como distrito el 29 de diciembre de 1856, Chilia (nombre de creación del distrito y que hasta la fecha se mantiene con ese nombre) juntamente con el 90% de los demás distritos y municipalidades de la República.
Chilia se encuentra ubicada en la parte nor-occidental de la provincia de Pataz, región La Libertad-Perú. Referencia de su existencia desde el año 1600 con la visita de santo Toribio de Mogrovejo. Existe una fecha referencial que aparece en el año 1798. La fecha de fundación se tiene como referencia el año 1874.
Etimológicamente el nombre de Chilia es onomatopéyico, proviene del trino "chilí, chilí, chilí" de unas avecillas (Pichiuchancas – gorrrión andino) las que en grupos posaban en las ramas llamadas “chilcas” que existían en un pantano donde fue construida la Iglesia matriz la Virgen de Rosario.
En las alturas circundantes del distrito de Chilia, existen vestigios, históricos preincas, caracterizándose por las construcciones líticas con figuras de felinos y antropomórficas. Las de mayor relevancia son las ruinas de Pián - Nunamarca, luego Unchún, Pueblo viejo, las Torres, Charcoy. Poseen características arquitectónicas a la cultura Chavín, Huari; a sí mismo existen canales de irrigación subterráneo que afloran en Winchus y los tres ríos, estos descubrimientos fueron referidos por el historiador Julio C. Tello en la expedición del Marañón.... 

"Entre los límites de Chilia con los distritos de Parcoy y Buldibuyo a las espaldas del cerro Pan de Azúcar aún existe parte del camino del Inca Pachacutec, desde Caxamarquilla al Cuzco en su periodo de expansión y sometimiento a las tribus al Imperio"

.
El arqueólogo Julio C. Tello y su equipo técnico cruzaron el río Marañón, llegando a Chilia el jueves 9 de diciembre de 1937. Una vez en Chilia, en la mañana del viernes10 de diciembre de 1937, Tello, su equipo y un grupo de chilianos salieron a visitar las ruinas de Nunamarka.

## Centro arqueológico  Nunamarka - Pián
Distinta a cualquier zona arqueológica de la provincia, pero igual de interesante, la ciudadela de Nunamarca ha cumplido varias décadas años de haber sido explorada y analizada por Tello, al público y para los investigadores todavía es aventurado e incierto asegurar con exactitud qué cultura estuvo asentada en este lugar.
Remontándonos a los acontecimientos del siglo XX, en el año 1937, Julio César Tello en una expedición a Cajamarca retorna por La Libertad, y visita el distrito de Chilia.

#### Texto de Tello
Según Julio C. Tello:

Jueves 09/12/1937:

Hoy a las 6:30 partimos de la hacienda Deliciana hacia Chillia, que esta a una distancia de 5 leguas.
Ascendimos en dos horas y luego atravesamos la jalca en una hora; después descendimos hacia Chillia.
Llegamos a las 2 pm y nos alojamos en casa de don Wilfredo Honores.
En la tarde recorrimos la plaza y algunas casas de particulares.
Vimos varias piedras de arenisca con figuras en plano relieve representando pumas, monos, glifos y figuras mitológicas.
Archivo Tello, viernes 10/12/1937

A las 9 salimos a caballo, proporcionado por el Sr. Honores, con dirección a Nunamarka. Este monumento se halla al Este del pueblo de Chillia, como a 4 km y a una altura de más de 400 m sobre la cresta de un corte de roca calcárea que mira al Sur. El camino es bueno y en zigzag.
El templo de Nunamarka se halla al sudeste del camino que conduce a Parcoy, entre las chacras de don Miguel Domínguez. Ascendiendo al montículo, por el lado norte, lo primero que encontramos son montones de piedras formando cercos. Estas piedras son canteadas. En el terreno de cultivo aparecen algunos fragmentos de alfarería arcaica. En la parte alta y en el lado sur encontramos los muros superpuestos, o en acreción de piedras grandes con cuñas de piedras pequeñas. Además, un canal o galería que corre de Sur a Norte, en dirección ascendente, similar a las galerías angostas de Chavín. También, hay muchas piedras y kallanas.
Julio C. Tello

## Geografía
De relieve accidentado, por la influencia de la Cordillera de los Andes, abarca una superficie de 300,04 km².
El distrito de Chillia es uno de los trece distritos de la provincia de Pataz, ubicada en el departamento de La Libertad, bajo la administración del Gobierno regional de La Libertad, en el norte del Perú. Limita por el norte con el distrito de Parcoy; por el sur con el distrito de Taurija ; por el este con el distrito de Buldibuyo; y, por el oeste con el departamento de Áncash, que lo separa el río Marañón.

## Autoridades

### Municipales
- 2019 - 2022[3]
  - Alcalde: Julio Henríquez Graciano, de Democracia Directa.
  - Regidores:

  1. César Augusto Cueva Rebaza (Democracia Directa)
  2. Julio Cueva Ponte (Democracia Directa)
  3. Rony Basilia Romero Rosales (Democracia Directa)
  4. Hitler Cristian Ortega Morales (Democracia Directa)
  5. Víctor Justiniano Bocanegra Otiniano (Alianza para el Progreso)

Alcaldes anteriores
- 2015 - 2018[cita requerida]: Manuel Fausto Castillo Góngora, Acción Popular (AP).
- 2011 - 2014:[4] Julio Henríquez Graciano, Alianza para el Progreso (APP).
- 2007 - 2010: Pío Villanueva Gadea, Partido Aprista Peruano (PAP).

### Policiales
- Comisario: Mayor PNP.

## Tradiciones y costumbres
Reencuentro con el pueblo y con la familia

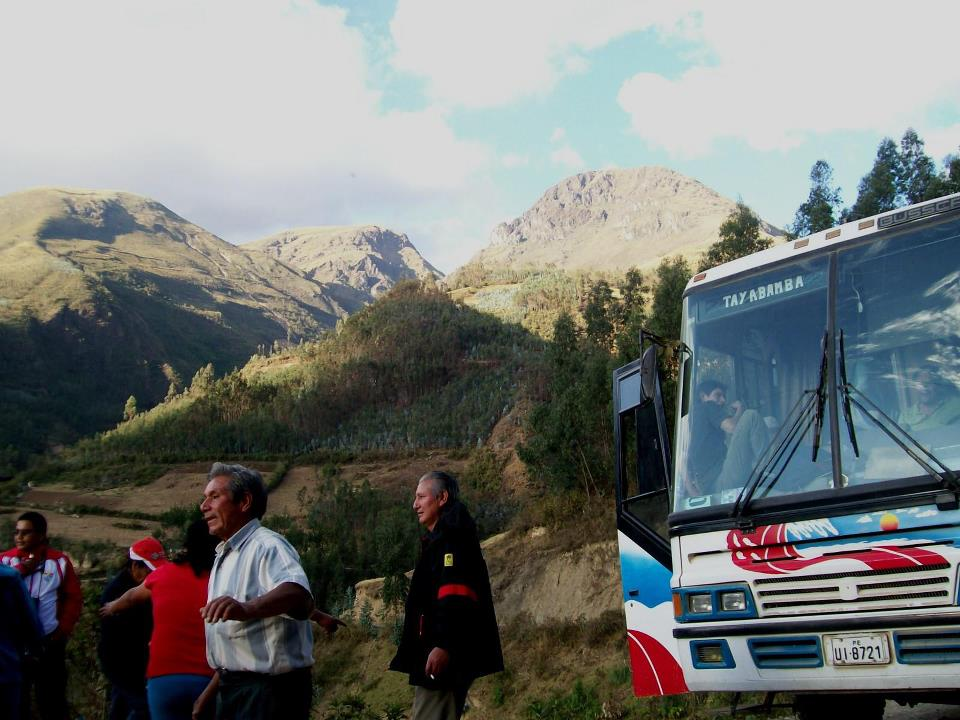
Un reencuentro con el patrimonio cultural de Chilia

La fiesta es volver al pueblo para el reencuentro con la familia, con el pueblo, los amigos en cada esquina nos ofrecen un vaso brindando por la alegría de encontrarnos y de ver la alegría de la fiesta. El presidente y todo el comité conjuntamente con los devotos son los que más trabajan. Gran júbilo se produce al recibir a las delegaciones que vuelven de la costa a visitar al pueblo encantador de Chilia, pueblo asentado en la lejanía de los andes que aún conserva en su naturaleza las riquezas naturales, culturales y sociales. Las actividades de fiesta empiezan con los preparativos del pan, el mote, la carne y la chicha. La fe es el motor de miles de personas que retornan a Chilia. La madre santísima Virgen del Rosario, es quien protege y bendice a sus hijos que viven en Chilia y a los que han salido de su terruño buscando mejores oportunidades de vida, quienes con un espíritu de gratitud retornan con el corazón henchido de generosidad y alegría. El baile que se inicia con el conocido "rompe" (pasacalle donde bailan niños, jóvenes, y adultos; corriendo hacia adelante y atrás al ritmo de santiagos y música propia del lugar), se continua en las esquinas con el baile de las rondalias, danzas y todos los que disfrutan del ritmo generado por las bandas de músicos y los chirocos. Salud por el reencuentro cultural. y espiritual. Esperamos que todos los hijos chilianos se sientan bien, tanto los que se quedan en el lugar como los que dejamos para pronto volver.
El sábado los apasionados del deporte brindan abundante chicha y cerveza, disfrutan de la calidad de voleibol y fútbol promovido por los valores del pueblo, que compite con sus visitantes. Por la noche las vísperas con los disfrazados, los castillos y el baile popular en la plaza de armas. El día central es marcado por la carismática misa celebrada por el padre Esteban Espinoza, nacido en Chilia. Por la tarde la kermés y el baile de reenecuentro, el desfile y concurso de las danzas. El día lunes es la concurrida y fervorosa procesión a la Patrona Virgen del Rosario. El martes se da inicio a la feria agropecuaria, por las tardes empieza las tradicionales corridas de toros; cerrando la fiesta el día viernes con la corrida de cintas y los bailes de despedida en las cuatro esquinas de la plaza central.
Actualmente visitar Chilia, implica visitar su historia precolombina reflejada en el centro arqueológico Pián, el más grande e importante de la zona, una obra de "Puesta en valor"  que lo inició desde el año 2000, el Padre: Antonio Campos Castillo, hijo chiliano que siempre apuesta por su tierra. En la actualidad los gobiernos locales de turno, continúan con este valioso trabajo de conservación y promoción turística. 

## Recursos Turísticos del distrito Chilia
Arqueológicos y Paisajísticos.
1. Centro arqueológico  Pián
2. Complejo arqueológico  "Pueblo Viejo"
3. Centro arqueológico "Los Peroles - Charcoy"
4. Centro arqueológico de Unchún
5. Centro cultual,  de Cerro Q'ara (Cara)
6. "El Guaraco" y la Laguna de Guajia
7. Las tres Tullpas
8. La Cueva del Pishtaco
9. Las Trojas - Hillaullo
10. El Apushallas
11. La laguna de Tumajiaco
12. Las lagunas de  Huampacocha y  Tecllo
13. Valle del Palle junto al río Cajas
14. Los tres valles Chicol, Huayarán y Matibamba, junto  las riberas del río Marañón
15. Las 7 Cataratas de Chinchupata.
16. Los manantiales de Winchus y los Tres Ríos.